# Arquidiócesis de Feira de Santana
La arquidiócesis de Feira de Santana (en latín: Archidioecesis Fori Sanctae Annae y en portugués: Arquidiocese de Feira de Santana) es una circunscripción eclesiástica latina de la Iglesia católica en Brasil, sede metropolitana de la provincia eclesiástica de Feira de Santana. La arquidiócesis tiene al arzobispo Zanoni Demettino Castro como su ordinario desde el 18 de noviembre de 2015. 

## Territorio y organización
La arquidiócesis tiene 6730 km² y extiende su jurisdicción sobre los fieles católicos de rito latino residentes en 9 municipios del estado de Bahía: Feira de Santana, Água Fria, Amélia Rodrigues, Anguera, Antônio Cardoso, Candeal, Conceição da Feira, Conceição do Jacuípe, Coração de Maria, Ipecaetá, Irará, Ouriçangas, Pedrão, Santa Bárbara, Santanópolis, Santo Estêvão, São Gonçalo dos Campos, Serra Preta e Tanquinho.
La sede de la arquidiócesis se encuentra en la ciudad de Feira de Santana, en donde se halla la Catedral de Santa Ana.
La arquidiócesis tiene como sufragáneas a las diócesis de: Barra, Barreiras, Bonfim, Irecê, Juazeiro, Paulo Afonso, Ruy Barbosa y Serrinha.
En 2019 en la arquidiócesis existían 39 parroquias en la región metropolitana e inmediaciones, aunque dos foranías tienen parroquias exclusivamente en el municipio de Feira de Santana. Estas son:

### Foranía 1
| Nombre de la parroquia                        | Barrio         | Municipio        |
| --------------------------------------------- | -------------- | ---------------- |
| Parroquia Catedral Señora Santana             | Centro         | Feira de Santana |
| Parroquia Señor de los Pasos                  | Centro         | Feira de Santana |
| Parroquia Santo Antônio                       | Capuchinhos    | Feira de Santana |
| Parroquia Señor del Bonfim                    | Jardín Crucero | Feira de Santana |
| Parroquia Nuestra Señora de Fátima            | Caseb          | Feira de Santana |
| Parroquia Nuestra Señora del Perpetuo Socorro | Tomba          | Feira de Santana |
| Parroquia Cristo Redentor                     | Jomafa         | Feira de Santana |
| Parroquia Inmaculada Conceição                | Conceição I    | Feira de Santana |
| Parroquia Santa Clara                         | Panorama       | Feira de Santana |

### Foranía 2
| Nombre de la parroquia              | Barrio                     | Municipio        |
| ----------------------------------- | -------------------------- | ---------------- |
| Parroquia Nossa Senhora das Graças  | Cidade Nova                | Feira de Santana |
| Parroquia Todos os Santos           | Queimadinha                | Feira de Santana |
| Parroquia São José Operário         | Campo Limpo                | Feira de Santana |
| Parroquia Santíssima Trindade       | Feira X                    | Feira de Santana |
| Parroquia São Francisco de Assis    | Gabriela                   | Feira de Santana |
| Parroquia Nossa Senhora Aparecida   | Feira IX                   | Feira de Santana |
| Parroquia São José das Itapororocas | Distrito de Maria Quitéria | Feira de Santana |
| Parroquia São João Paulo II         | Conjunto João Paulo II     | Feira de Santana |

### Foranía 3
| Nombre de la parroquia                    | Distrito o municipio        |
| ----------------------------------------- | --------------------------- |
| Parroquia Santo Estevão                   | Santo Estêvão               |
| Parroquia Nuestra Señora del Rescate      | Antônio Cardoso             |
| Parroquia Nuestra Señora del buen Consejo | Serra Preta                 |
| Parroquia Nuestra Señora de la Conceição  | Anguera                     |
| Parroquia Nuestra Señora de Lourdes       | Ipecaetá                    |
| Parroquia Nuestra Señora de Carmo         | Distrito de Jaguara         |
| Parroquia Señor del Bonfim                | Distrito de Bonfim de Feria |
| Parroquia Nuestra Señora de los Remedios  | Distrito de Ipuaçu          |

### Foranía 4
| Nombre de la parroquia                   | Distrito o municipio   |
| ---------------------------------------- | ---------------------- |
| Parroquia Son Gonçalo del Amarante       | São Gonçalo dos Campos |
| Parroquia de la Inmaculada Conceição     | Conceição da Feira     |
| Parroquia Nuestra Señora de la Conceição | Conceição do Jacuípe   |
| Parroquia Nuestra Señora de la Lapa      | Amélia Rodrigues       |
| Parroquia Nuestra Señora de los Humildes | Humildes               |
| Parroquia Sagrado Corazón de Jesus       | Pedrão                 |
| Parroquia Sagrado Corazón de Maria       | Coração de Maria       |

### Foranía 5
| Nombre de la parroquia                      | Distrito o municipio |
| ------------------------------------------- | -------------------- |
| Parroquia Nuestra Señora de la Purificación | Irará                |
| Parroquia de Nuestra Señora de la Conceição | Ouriçangas           |
| Parroquia Santa Bárbara                     | Santa Bárbara        |
| Parroquia Santo Antônio                     | Tanquinho            |
| Parroquia Señor del Bonfim                  | Candeal              |
| Parroquia Son João Batista                  | Agua Fría            |

## Historia
La diócesis de Feira de Santana fue erigida el 21 de julio de 1962 con la bula Quandoquidem novae del papa Juan XXIII, obteniendo el territorio de la arquidiócesis de San Salvador de Bahía, de la que originalmente era sufragánea.
El 16 de enero de 2002 fue elevada al rango de arquidiócesis metropolitana con la bula Ad totius dominici gregis del papa Juan Pablo II.
El 21 de septiembre de 2005 cedió una parte de su territorio para la erección de la diócesis de Serrinha mediante la bula Christi mandato del papa Benedicto XVI.

## Estadísticas
De acuerdo al Anuario Pontificio 2020 la arquidiócesis tenía a fines de 2019 un total de 945 500 fieles bautizados.
| Año                                                                             | Población            | Población | Población      | Sacerdotes | Sacerdotes    | Sacerdotes    | Bautizados por sacerdote | Diáconos permanentes | Religiosos | Religiosos | Parroquias |
| Año                                                                             | Bautizados católicos | Total     | % de católicos | Total      | Clero secular | Clero regular | Bautizados por sacerdote | Diáconos permanentes | Varones    | Mujeres    | Parroquias |
| ------------------------------------------------------------------------------- | -------------------- | --------- | -------------- | ---------- | ------------- | ------------- | ------------------------ | -------------------- | ---------- | ---------- | ---------- |
| 1966                                                                            | ?                    | ?         | ?              | 32         | 19            | 13            | ?                        |                      | 15         | 37         | 29         |
| 1968                                                                            | ?                    | ?         | ?              | 37         | 23            | 14            | ?                        |                      | 18         | 32         | 20         |
| 1976                                                                            | 750 000              | 800 000   | 93.8           | 36         | 23            | 13            | 20 833                   | 1                    | 19         | 37         | 30         |
| 1980                                                                            | 756 000              | 840.000   | 90.0           | 28         | 18            | 10            | 27 000                   |                      | 12         | 44         | 31         |
| 1990                                                                            | 1 065 000            | 1 225 000 | 86.9           | 40         | 23            | 17            | 26 625                   | 2                    | 22         | 101        | 36         |
| 1999                                                                            | 979 421              | 1 126 131 | 87.0           | 59         | 38            | 21            | 16 600                   | 5                    | 25         | 118        | 40         |
| 2000                                                                            | 979 906              | 1 125 151 | 87.1           | 65         | 42            | 23            | 15 075                   | 5                    | 26         | 123        | 41         |
| 2001                                                                            | 981 126              | 1 126 131 | 87.1           | 65         | 44            | 21            | 15 094                   | 4                    | 42         | 125        | 41         |
| 2002                                                                            | 981 133              | 1 126 131 | 87.1           | 63         | 38            | 25            | 15 573                   | 4                    | 26         | 127        | 42         |
| 2003                                                                            | 982 730              | 1 126 131 | 87.3           | 65         | 41            | 24            | 15 118                   | 4                    | 31         | 126        | 42         |
| 2004                                                                            | 1 045 482            | 1 194 882 | 87.5           | 59         | 37            | 22            | 17 720                   | 4                    | 31         | 140        | 42         |
| 2006                                                                            | 859 949              | 960 033   | 89.6           | 53         | 37            | 16            | 16 225                   | 4                    | 28         | 150        | 37         |
| 2013                                                                            | 895 000              | 963 000   | 92.9           | 73         | 50            | 23            | 12 260                   | 9                    | 34         | 123        | 39         |
| 2016                                                                            | 918 000              | 972 084   | 94.4           | 67         | 48            | 19            | 13 701                   | 9                    | 32         | 122        | 39         |
| 2019                                                                            | 945 500              | 1 000 400 | 94.5           | 79         | 58            | 21            | 11 968                   | 9                    | 46         | 131        | 39         |
| Fuente: Catholic-Hierarchy, que a su vez toma los datos del Anuario Pontificio. |                      |           |                |            |               |               |                          |                      |            |            |            |

## Episcopologio
- Jackson Berenguer Prado † (24 de septiembre de 1962-8 de octubre de 1971 nombrado obispo de Paulo Afonso)
- Silvério Jarbas Paulo de Albuquerque, O.F.M. † (18 de enero de 1973-22 de febrero de 1995 retirado)
- Itamar Navildo Vian, O.F.M.Cap. (22 de febrero de 1995-18 de noviembre de 2015 retirado)
- Zanoni Demettino Castro, por sucesión el 18 de noviembre de 2015